# Maxwell (fotbollsspelare född 1995)
Emaxwell Souza de Lima, med artistnamnet Maxwell, född 11 februari 1995 i Maceió i Brasilien, är en brasiliansk fotbollsspelare som spelar för Operário Ferroviário.

## Karriär
Efter att ha gjort 7 mål på 14 matcher för sin klubb Resende FC värvades Maxwell av svenska Kalmar FF i mars 2019. Detta med ett kontrakt gällande över 4,5 år.
Den 2 januari 2020 meddelade Kalmar FF att Maxwell lånades ut till Cuiabá på ett låneavtal över säsongen 2020. I februari 2021 lånades han ut till Sport Recife. I augusti 2021 lånades Maxwell istället ut till Guarani på ett 1,5-årigt låneavtal. I december 2022 lånades han ut till Chapecoense. I augusti 2023 blev Maxwell klar för en permanent övergång till Chapecoense. Samma månad värvades han sedan av Náutico.
I november 2023 värvades Maxwell av Operário Ferroviário.

### Webbsidor
- Maxwell på Svenska Fotbollförbundets webbplats
- Maxwell på Soccerway (engelska)
- Maxwell på transfermarkt.com